# Pablo Pacheco Avila
Pablo Pacheco Avila là nhà báo người Cuba đã đóng góp vào hội Hợp tác các Nhà báo độc lập của tỉnh "Ciego de Ávila" (CAPI).
Ông đã bị chính quyền Cuba bắt trong vụ mùa Xuân đen năm 2003 và bị kết án 20 năm tù. Hiện nay ông bị giam trong nhà tù Canaleta ở tỉnh Ciego de Ávila.